# Pidonia puziloi
Pidonia puziloi är en skalbaggsart som först beskrevs av Semyon Martynovich Solsky 1872.  Pidonia puziloi ingår i släktet Pidonia och familjen långhorningar. Inga underarter finns listade i Catalogue of Life.